# Lepidodactylus
|  | Dieser Artikel wurde aufgrund von formalen oder inhaltlichen Mängeln in der Qualitätssicherung Biologie zur Verbesserung eingetragen. Dies geschieht, um die Qualität der Biologie-Artikel auf ein akzeptables Niveau zu bringen. Bitte hilf mit, diesen Artikel zu verbessern! Artikel, die nicht signifikant verbessert werden, können gegebenenfalls gelöscht werden. Lies dazu auch die näheren Informationen in den Mindestanforderungen an Biologie-Artikel. |

Die Gattung der Lepidodactylus gehört zur Familie der Geckos (Gekkonidae) und erreicht eine Länge von ungefähr 8 cm.
Unter den 32 Arten fällt besonders der Jungferngecko (Lepidodactylus lugubris) auf, da er aufgrund natürlicher Verhaltensweisen immer neue Regionen besiedelt und mitunter weite Entfernungen zurücklegt. Ob die Zoologen diese hellgetönte Echse lugubris (finster) getauft haben, um auf die nächtliche Lebensweise des Tieres anzuspielen, ist nicht bekannt.

## Verbreitung
Sämtliche Geckos der Gattung Lepidodactylus besiedeln die indoaustralische und pazifische Inselwelt, wobei die meisten nur ein kleines, manchmal auf eine einzige Insel beschränktes geographisches Verbreitungsgebiet haben.
Den Jungferngecko findet man allerdings von Südostasien über den ganzen Pazifik bis zur Westküste Südamerikas. Selbst im brasilianischen Rio de Janeiro hat man schon eine Population entdeckt. Die Fähigkeit dieses Geckos, auch weit entfernte Habitate, die er aus eigenen Kräften nie erreichen könnte, zu erschließen, erschließt sich aus dessen Verhalten: Während die anderen Arten der Gattung Lepidodactylus ihr Waldhabitat nicht verlassen und daher mit menschlichen Siedlungen nicht in Berührung kommen, hält sich der Jungferngecko gern in menschlichen Behausungen auf. Dabei kommt es dann auch vor, dass er in Kisten klettert, in denen er dann samt den darin befindlichen Gütern verschifft wird.

## Arten

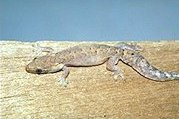
Jungferngecko (Lepidodactylus lugubris)

- Lepidodactylus buleli  Ineich, 2008
- Lepidodactylus aureolineatus  Taylor, 1915
- Lepidodactylus balioburius  Ota & Crombie, 1989
- Lepidodactylus browni  Pernetta & Black, 1983
- Lepidodactylus christiani  Taylor, 1917
- Lepidodactylus euaensis  Gibbons & Brown, 1988
- Lepidodactylus flaviocularis  Brown, McCoy & Rodda, 1992
- Lepidodactylus gardineri  (Boulenger, 1897)
- Lepidodactylus guppyi  Boulenger, 1884
- Lepidodactylus herrei  Taylor, 1923
- Lepidodactylus intermedius  Darevsky, 1964
- Lepidodactylus listeri  (Boulenger, 1889)
- Lepidodactylus lombocensis  Mertens, 1929
- Lepidodactylus lugubris  (Duméril & Bibron, 1836)
- Lepidodactylus magnus  Brown & Parker, 1977
- Lepidodactylus manni  Schmidt, 1923
- Lepidodactylus moestus  (Peters, 1867)
- Lepidodactylus mutahi  Brown & Parker, 1977
- Lepidodactylus novaeguineae  Brown & Parker, 1977
- Lepidodactylus oortii  (Kopstein, 1926)
- Lepidodactylus orientalis  Brown & Parker, 1977
- Lepidodactylus paurolepis  Ota, Fisher & Ineich, 1995
- Lepidodactylus planicaudus  Stejneger, 1905
- Lepidodactylus pulcher  Boulenger, 1885
- Lepidodactylus pumilus  (Boulenger, 1885)
- Lepidodactylus pusillus  Cope, 1869
- Lepidodactylus ranauensis  Ota & Hikida, 1988
- Lepidodactylus shebae  (Brown & Tanner, 1949)
- Lepidodactylus tepukapili Zug, Watling, Alefaio, Alefaio & Ludescher, 2003
- Lepidodactylus vanuatuensis  Ota et al., 1998
- Lepidodactylus woodfordi  Boulenger, 1887
- Lepidodactylus yami  Ota, 1987